# Bârzeiu, Gorj
Bârzeiu este un sat în comuna Berlești din județul Gorj, Oltenia, România. Se află în partea de est a județului,  în Podișul Oltețului.